# نيكول سلادكوف
نيكول سلادكوف (ولدت في 2 نوفمبر 1999) هي لاعبة جمباز إيقاعي أمريكية مثلت الولايات المتحدة في دورة الألعاب الأولمبية الصيفية 2020 في طوكيو، اليابان.